# Knud Jessen
Knud Jessen, född 29 november 1884 i Frederiksberg, död 14 april 1971 i Lundtofte, var dansk botaniker och geolog.
Knut Jessen blev filosofie doktor 1920. Han blev assistent vid Danmarks geologiske undersøgelse 1914, avdelningsgeolog där 1917, samt professor i botanik vid Köpenhamns universitet och direktör för botaniska trädgården där 1931. Jessen företog forskningsfärder, bland annat till Island, Färöarna, Grönland och Irland, anställde undersökningar över de danska torvmossarnas paleontologi och stratigrafi samt lämnade viktiga bidrag till kännedomen om den danska och nordvästeuropeiska vegetationens historia. Bland hans arbeten märks Moseundersøgelser i det nordøstlige Sjælland (1920), Det danske Markukrudts Historie (1922–1923; tillsammans med J. Lind), Stratigraphical and paleontological studies of interglacial freshwater deposits in Jutland and Northwest Germany (i Danmarks geologiske Undersøgelse, R. 2, nr 48, 1928, tillsammans med Vilhelm Milthers), Danmarks Natur gennem Tiderne (i Det danske folks Historie, 1927), Archeological datings in the history of North Jutland's vegetation (i Acta archæologica, 5, 1935), The composition of the forests in Northen Europe in epipaleolithic time (1935), The bogs at Ballybetagh, near Dublin etc. (i Proceedings of the R. Irish Acad., 44, 1938) och Studies in late quaternary deposits and florahistory of Ireland (1949). Jessen tog även verksam del i den danska naturskyddsrörelsen.

## Utmärkelser
- Dannebrogsmännens hederstecken,  1941[2]
- Hedersdoktor vid Dublins universitet,  1947[4]
- Kommendör av Dannebrogorden,  1949[2]
- Hedersdoktor vid Universitetet i Cambridge,  1956[4]
- Albrecht Penck-medaljen,  1962

[Redigera Wikidata]